# Sterling Knight
Sterling Knight, nato  Sterling Sandmann Knight  (Houston, 5 marzo 1989), è un attore e cantante statunitense.
È meglio conosciuto, dal 2009 al 2011 nel ruolo di Chad Dylan Cooper in Sonny tra le stelle e nel 2012 in So Random!. Ha anche partecipato come protagonista al film Disney per la televisione StarStruck - Colpita da una stella nel ruolo di Christopher Wilde.

## Biografia
Ha una sorella, Samantha Scarlett e un fratello Spencer Shuga. A lui piace praticare golf, lo snowboard e suonare la chitarra. Essendo bravo ad usare la chitarra lui insieme ad un suo collega e amico "Matt Shively" formò una banda su YouTube chiamata "Collegamento dei canali" ovvero (Disney Channel e Nickelodeon).

## Carriera
Sterling Knight ha iniziato la sua carriera sul palcoscenico delle produzioni locali. La prima collaborazione con Disney Channel è stata nel 2007 in Hannah Montana interpretando Lucas. Sempre nello stesso anno, partecipa anche a 2 episodi di The Closer.
Nel 2008 appare in Jimmy fuori di testa e in Grey's Anatomy.
Nel 2009 ha un ruolo principale nella serie Tv Sonny tra le stelle a fianco a Demi Lovato e sempre nello stesso debutta al cinema accanto a Zac Efron nel film 17 Again - Ritorno al liceo.
Nel 2010 riceve il ruolo principale di Christopher Wilde in StarStruck - Colpita da una stella, grazie a questo film debutta anche nel mondo della musica visto che incide canzoni che lui stesso accanto a Danielle Campbell, Anna Margaret e Brandon Mychal Smith canteranno.
Nel 2012 ha continuato a svolgere il suo ruolo di Sonny tra le stelle in So Random! spin-off dell'omonima serie.
Nel 2013 partecipa come guest star in Melissa & Joey come Zander fidanzato di Lennox.

## Filmografia

### Cinema
- Balls Out: Gary the Tennis Coach, regia di Danny Leiner (2009)
- 17 Again - Ritorno al liceo (17 Again), regia di Burr Steers (2009)
- Elle-L'ultima Cenerentola (Elle: A Modern Cinderella Tale), regia di John Dunson e Sean Dunson (2010)
- StarStruck - Colpita da una stella (Starstruck) – film TV, regia di Michael Grossman (2010)
- I Muppet (The Muppets), regia di James Bobin (2011)
- Transit, regia di Antonio Negret (2012)
- Landmine Goes Click, regia di Levan Bakhia (2015)
- It Snows All the Time, regia di Jay Giannone (2015)
- The Man from Earth - Holocene, regia di Richard Schenkman (2017)

### Televisione
- Hannah Montana – serie TV, episodio 2x07 (2007)
- The Closer – serie TV, episodi 3x14-3x15 (2007)
- Jimmy fuori di testa (Out of Jimmy's Head) – serie TV, episodio 1x14 (2008)
- Grey's Anatomy – serie TV, episodi 4x16-4x17 (2008)
- Sonny tra le stelle (Sonny with a Chance) – serie TV, 46 episodi (2009-2011)
- So Random! – serie TV, 26 episodi (2011-2012)
- Melissa & Joey – serie TV, 10+ episodi (2013-2015)
- The Hotwives – serie TV, 7 episodi (2014-2015)

## Doppiatori italiani
Nelle versioni in italiano delle opere in cui ha recitato, Sterling Knight è stato doppiato da:
- Alessio Nissolino in Sonny tra le stelle, So Random!, Elle - L'ultima Cenerentola, StarStruck - Colpita da una stella
- Jacopo Bonanni in 17 Again - Ritorno al liceo
- Mirko Cannella in Melissa e Joey
- Davide Garbolino in Hannah Montana

## Discografia
La sua discografia comprende le 7 canzoni cantate nel 2010 in StarStruck - Colpita da una stella.
1. Starstruck (Sterling Knight)
2. Shades (Sterling Knight feat. Brandon Smith)
3. Hero (Sterling Knight)
4. Something About the Sunshine (Sterling Knight e Anna Margaret)
5. What You Mean to Me (Sterling Knight)
6. Got to Believe (Sterling Knight)
7. Hero (Acoustic) (Sterling Knight)

## Premi e candidature
| Anno | Award                    | Categoria                      | Lavoro                             | Risultato       |
| ---- | ------------------------ | ------------------------------ | ---------------------------------- | --------------- |
| 2010 | Teen Choice Awards       | Attore Comico                  | Sonny tra le stelle                | Candidato/a     |
| 2010 | Hollywood Teen TV Awards | Attore Comico                  | Sonny tra le stelle                | Vincitore/trice |
| 2011 | People's Choice Awards   | Film TV Preferito per Famiglia | StarStruck - Colpita da una stella | Candidato/a     |